# Heisei
Heisei (japanski: 平 成?) je razdoblje u Japanu započelo 8. siječnja 1989. godine, prvi dan nakon smrti vladajućeg cara Hirohita. Njegov sin Akihito, postao je car. U skladu s japanskim običajima, Hirohito je postumno preimenovan u "Car Shōwa" 31. siječnja. Heisei razdoblje završava 30. travnja 2019. abdikacijom cara Hirohita, te sljedeći dan, 1. svibnja 2019. započinje Reiwa razdoblje.
Dana 7. siječnja 1989., u 7:55 sati, veliki upravitelj japanske Carske agencije za kućanstvo, Shoichi Fujimori objavio je smrt cara Shōwa, i otkrio detalje o njegovoj bolesti, raku po prvi put. Nedugo nakon smrti cara, Keizo Obuchi glavni tajnik kabineta, a kasnije premijer Japana, objavio je kraj ere Shōwa, a najavljena je nova era naziv "Heisei" za novog nadolazećeg cara, i objasnio značenje imena.
Prema Obuchi, naziv "Heisei" je preuzet iz dvije kineske knjige povijesti i filozofije, te je kombinacija dviju riječi. Kombiniranjem oba značenja, Heisei znači "mir posvuda".
1989. godina označila je vrhunac jednog od najvažnijih ekomomskih razdoblja japanskoj povijesti. Uz snažan jen i povoljni tečaja američkog dolara, Banka Japana je zadržala niske kamatne stope, što je izazvalo investicijski bum. Neposredno prije novogodišnjeg dana, Nikkei 225 dosegao je rekordnu razinu od 39.000. Do 1991, on je pao na 15.000, označavajući kraj ekonomskog napretka. Sljedeće stagnirajuće desetljeće u japanskoj povijesti često se naziva "Izgubljeno desetljeće".
U kolovozu 2016. car Ahikito najavio je abdikaciju zbog pozne dobi i narušena zdravlja. Kako se to u Japanu nikada nije dogodilo, sljedeće godine morao je biti usvojen poseban zakon koji je caru omogućio da tron za života ustupi sinu Naruhitu.

## Računanje godina
| Heisei                 | 1.    | 2.    | 3.    | 4.    | 5.    | 6.    | 7.    | 8.    | 9.    | 10.   | 11.   | 12.   | 13.   | 14.   | 15.   | 16.   |
| ---------------------- | ----- | ----- | ----- | ----- | ----- | ----- | ----- | ----- | ----- | ----- | ----- | ----- | ----- | ----- | ----- | ----- |
| Gregorijanski kalendar | 1989. | 1990. | 1991. | 1992. | 1993. | 1994. | 1995. | 1996. | 1997. | 1998. | 1999. | 2000. | 2001. | 2002. | 2003. | 2004. |
| Heisei                 | 17.   | 18.   | 19.   | 20.   | 21.   | 22.   | 23.   | 24.   | 25.   | 26.   | 27.   | 28.   | 29.   | 30.   | 31.   |       |
| Gregorijanski kalendar | 2005. | 2006. | 2007. | 2008. | 2009. | 2010. | 2011. | 2012. | 2013. | 2014. | 2015. | 2016. | 2017. | 2018. | 2019. |       |